# Bank of the West Classic 2013
Bank of the West Classic 2013 byl profesionální tenisový turnaj pořádaný jako součást ženského okruhu WTA Tour, který se hrál na otevřených dvorcích s tvrdým povrchem v univerzitním areálu Taube Tennis Center. Konal se mezi 22. až 28. červencem 2013 v americkém Stanfordu jako 42. ročník turnaje.
Jednalo se o otevírací událost ženské části US Open Series 2013. Turnaj s rozpočtem 795 707 dolarů patřil do kategorie WTA Premier Tournaments. Nejvýše nasazenou hráčkou ve dvouhře se stala světová čtyřka Agnieszka Radwańská z Polska, která ve finále podlehla Dominice Cibulkové.

## Ženská dvouhra

### Nasazení
| Stát          | Hráčka               | WTA1) | Nasazení |
| ------------- | -------------------- | ----- | -------- |
| Polsko        | Agnieszka Radwańská  | 4.    | 1.       |
| Austrálie     | Samantha Stosurová   | 13.   | 2.       |
| Slovensko     | Dominika Cibulková   | 21.   | 3.       |
| Spojené státy | Jamie Hamptonová     | 29.   | 4.       |
| Rumunsko      | Sorana Cîrsteaová    | 32.   | 5.       |
| Spojené státy | Varvara Lepčenková   | 36.   | 6.       |
| Polsko        | Urszula Radwańská    | 40.   | 7.       |
| Slovensko     | Magdaléna Rybáriková | 41.   | 8.       |

- 1) Žebříček WTA k 15. červenci 2013.

### Jiné formy účasti
Následující hráčky obdržely divokou kartu do hlavní soutěže:
- Nicole Gibbsová
- Ajla Tomljanovićová

Následující hráčky si zajistily postup do hlavní soutěže v kvalifikaci:
- Věra Duševinová
- Alla Kudrjavcevová
- Michelle Larcherová de Britová
- Coco Vandewegheová

### Odstoupení
před zahájením turnaje
- Marion Bartoliová
- Kirsten Flipkensová
- Sabine Lisická
- Maria Šarapovová

### Skrečování
- Alla Kudrjavcevová

## Ženská čtyřhra

### Nasazení
| Stát          | Hráčka                  | Stát          | Hráčka            | WTA1) | Nasazení |
| ------------- | ----------------------- | ------------- | ----------------- | ----- | -------- |
| Spojené státy | Raquel Kopsová-Jonesová | Spojené státy | Abigail Spearsová | 34.   | 1.       |
| Německo       | Julia Görgesová         | Chorvatsko    | Darija Juraková   | 63.   | 2.       |
| Slovensko     | Daniela Hantuchová      | Spojené státy | Lisa Raymondová   | 69.   | 3.       |
| Tchaj-wan     | Čan Chao-čching         | Rusko         | Věra Duševinová   | 95.   | 4.       |

- 1) Žebříček WTA k 15. červenci 2013; číslo je součtem umístění obou členek páru.

### Jiné formy účasti
Následující páry obdržely divokou kartu do hlavní soutěže:
- Nicole Gibbsová /  Coco Vandewegheová

### Odstoupení
v průběhu turnaje
- Francesca Schiavoneová

## Přehled finále

### Ženská dvouhra
- Dominika Cibulková vs.  Agnieszka Radwańská, 3–6, 6–4, 6–4

Dominika Cibulková získala první titul sezóny a třetí kariérní.

### Ženská čtyřhra
- Raquel Kopsová-Jonesová /  Abigail Spearsová vs.  Julia Görgesová /  Darija Juraková, 6–2, 7–6(7–4)